# Aleurodiscus laurentianus
Aleurodiscus laurentianus är en svampart som beskrevs av H.S. Jacks. & P.A. Lemke 1964. Aleurodiscus laurentianus ingår i släktet Aleurodiscus och familjen Stereaceae.   Inga underarter finns listade i Catalogue of Life.